# Stanislaw Szmajner
Stanisław Szmajzner (Puławy, 13 de março de 1927 – Goiânia, 3 de março de 1989) foi um escritor polonês. Escreveu sobre a experiência de prisioneiro do campo de extermínio de Sobibor, durante a Segunda Guerra Mundial. Seu livro foi mais tarde transformado em filme.